# Killara
Killara är en del av en befolkad plats i Australien. Den ligger i kommunen Ku-ring-gai och delstaten New South Wales, i den sydöstra delen av landet, omkring 11 kilometer nordväst om delstatshuvudstaden Sydney. Antalet invånare är 9 284.
Trakten är tätbefolkad. Närmaste större samhälle är Sydney, omkring 11 kilometer sydost om Killara. 
Runt Killara är det i huvudsak tätbebyggt. Genomsnittlig årsnederbörd är 1 380 millimeter. Den regnigaste månaden är februari, med i genomsnitt 200 mm nederbörd, och den torraste är juli, med 36 mm nederbörd.